# Lipopolisacàrid

Estructura d'un lipopolisacàrid. Assemblatge de la part lipídica (lípid A) i la part sacarídica (core i antigen A).

Els lipopolisacàrids (LPS) són biomolècules grans que consten d'un lípid i un polisacàrid units covalentment; es troben a la membrana exterior de bacteris gramnegatius, fan d'endotoxines i provoquen una forta resposta immunitària en animals. Són el component majoritari de la paret cel·lular de molts bacteris.

## Funcions
LPS és un component essencial de la membrana exterior de bacteris gramnegatius, contribuint en gran manera a la integritat estructural dels bacteris, i protegint la membrana de certs tipus d'atac químic. LPS també augmenta la càrrega negativa de la membrana cel·lular i ajuda a estabilitzar l'estructura de membranes global. Són d'importància crucial en les cèl·lules bacterianes gramnegatives, ja que mutacions i delecions en els gens implicats en la seva síntesi i regulació provoquen la seva inviabilitat. LPS és una endotoxina i provoca una forta resposta dels sistemes immunitaris animals normals. Serveix de l'endotoxina prototípica perquè s'uneix al complex de receptors de CD14/TLR4/MD2, que promou la transcripció de gens de citocines proinflamatòries en molts tipus de cèl·lules, però especialment en macròfags. Un "Desafiament de LPS" en la immunologia és exposar del subjecte a un LPS que pot servir com a toxina.
LPS és addicionalment un pirogen exogen (compost que provoca febre).
El paper clau del lipopolisacàrid en bacteris gramnegatius, fa que el LPS i els seus receptors siguin una important diana per a potencials fàrmacs antimicrobians.

## Composició
Comprèn tres parts:
1. Lípid A.

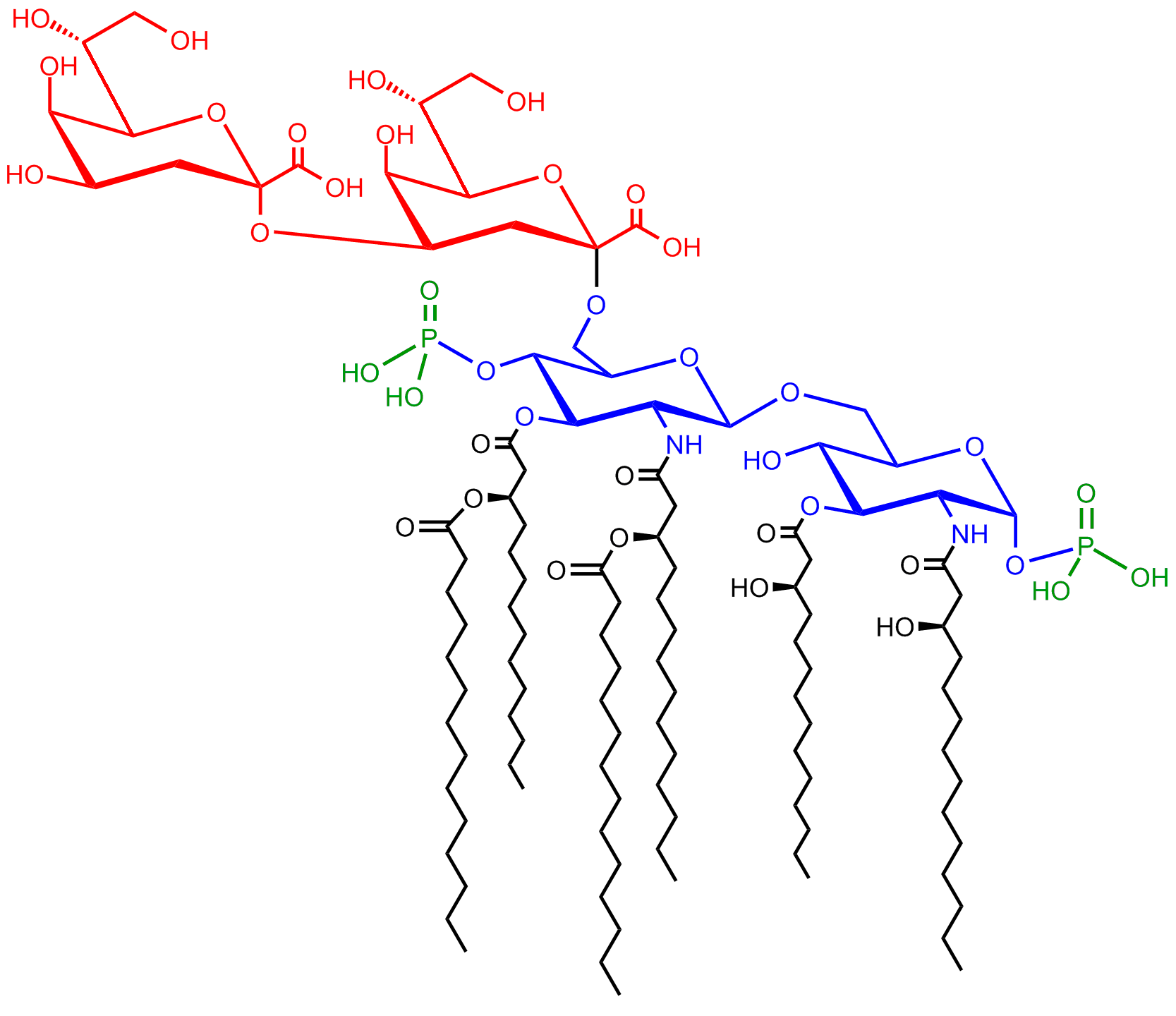
Estructura del nucli oligosacàrid més el lípid A: El sacarolípid KDO₂-Lipid A. Residus de glicosamina en blau, Residus de KDO en vermell, cadenes acídiques en negre i els grups fosfat en verd.

2. Nucli oligosacàrid o core (oligosacàrid bàsic en el gènere Neisseria).
3. Antigen O o polisacàrid O (cadenes exteriorss).

### Lípid A
El lípid A conté àcids grassos inusuals (p. ex. àcid hidroxi-mirístic) i és incrustat a la membrana exterior mentre la resta del LPS projecta de la superfície. El lípid A és un disacàrid amb cues d'àcid gras múltiples que s'integren per lipofília a la membrana. Aquesta és la clau en la toxicitat. Quan les cèl·lules bacterianes són lisades prop del sistema immunitari en òptim funcionament, fragments de membrana que contenen el lípid A s'alliberen a la circulació, provocant febre, diarrea que en alguns casos pot acabar conduint a una commoció endotòxica fatal també anomenat xoc sèptic, com ocorre sovint en el còlera.

### Nucli oligosacàrid
El nucli o core (anglès) d'oligosacàrid conté sucres inusuals (p. ex. KDO, cetodesoxioctonat i heptosa). El nucli d'oligosacàrid bàsic és adjunt al lípid A, que és també en part responsable de la toxicitat de bacteris gramnegatius.

### Antigen O
La cadena lateral o terminal del LPS és l'antigen O dels bacteris. La cadena lateral O o antigen O és també una cadena feta de polisacàrids que s'estén a partir del nucli oligosacàrid. La composició química de la cadena O varia molt entre les soques bacterianes gramnegatives. La presència o absència de cadenes O determinen si el LPS es considera aspre (rough) o llis (smooth). La plena llargada que les cadenes O deixaria llis el LPS mentre l'absència o reducció d'O-chains faria l'esbós de LPS. Bacteria amb LPS aspre normalment tenen més membranes cel·lulars penetrables a antibiòtics hidròfobs, ja que un esbós LPS és més hidròfob.
Les cadenes de costat O són fàcilment reconegudes pels anticossos de l'amfitrió, tanmateix, la natura de la cadena pot ser fàcilment modificada per bacteris gramnegatius per evitar la seva descoberta. L'estructura del nucli i l'O-antigen està determinada sovint per anàlisi de metilació o NMR-espectroscopia.

## Modificacions de LPS
La fabricació de LPS es pot modificar per presentar una estructura de sucres específica. Aquests poden ser reconeguts per un altre LPS (que permet inhibir toxines de LPS) o per glicosiltransferases que usen aquesta estructura de sucres per a afegir sucres més específics. Recentment s'ha demostrat que un enzim específic de l'intestí (fosfatasa alcalina) pot desintoxicar els LPS traient els dos grups fosfat trobats en carbohidrats de LPS. Això pot funcionar com a mecanisme adaptable per ajudar l'hoste (biologia) a gestionar efectes potencialment tòxics causats per bacteris gramnegatius normalment trobats a l'intestí prim.

## Variabilitat i efecte a especificitat

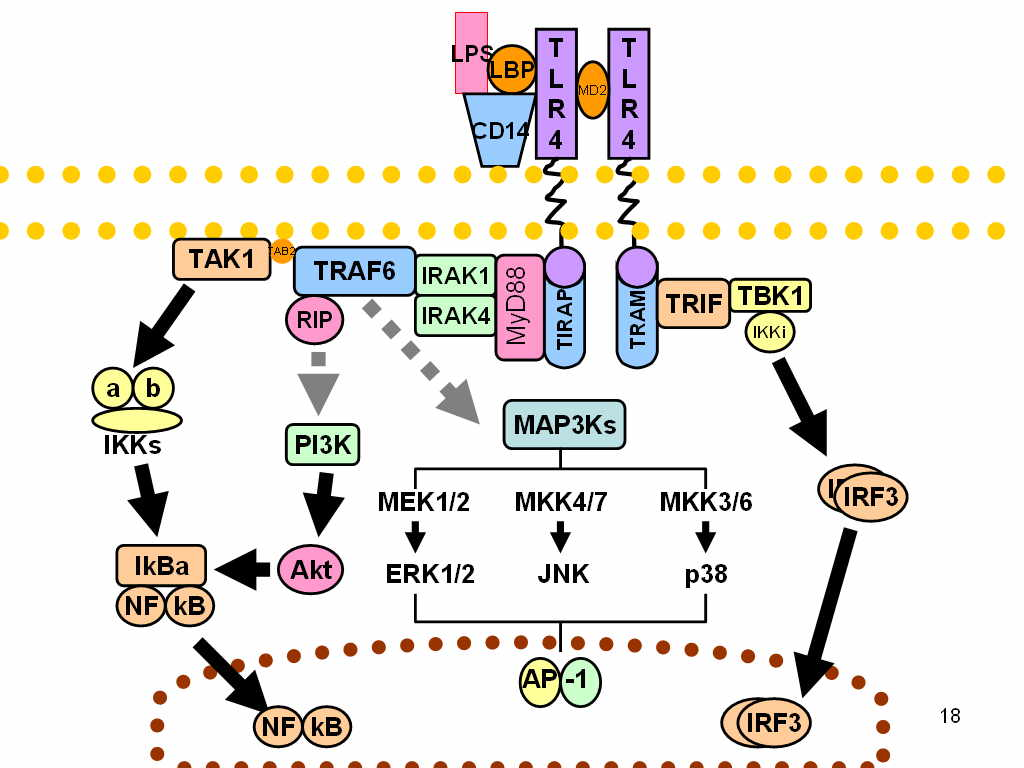
El Receptor tipus Toll-4 (TLR4) del sistema immunitari innat reconeix el LPS i disparen la resposta immunitària.

Els antigens O (carbohidrats exteriors) són la porció més variable de la molècula dels LPS, transmetent l'especificitat antigènica, en comparació el lípid A és més conservat en part. Tanmateix, la composició del lípid A també pot variar (p. ex., en el nombre i natura de cadenes d'acil fins i tot dintre o entre gèneres). Algunes d'aquestes variacions poden transmetre propietats antagòniques a aquests LPS. Per exemple el lípid de Rhodobacter sphaeroides difosforil A (RsDPLA) és un antagonista potent dels LPS en cèl·lules humanes, però és un agonista en hàmster i cèl·lules equines.
S'ha especulat que aquest lípid A cònic (p. ex. des d'E. coli) són lípids més agonístic, menys cònic que els A com aquells de Porphyromonas gingivalis poden activar un senyal diferent (TLR2 en comptes de TLR4), i lípid completament cilíndric que a A els agrada allò de Rhodobacter sphaeroides és contrari a TLRs.
Els grups de gens que codifiquen la síntesi de LPS són altament variables entre soques diferents, subespècies i espècies de patògens bacterians en plantes i animals.

## Resposta immunitària
La funció de LPS ha estat sota investigació experimental durant uns quants anys a causa del seu paper activant molts factors de transcripció. LPS també produeix molts tipus de mediadors implicats en el xoc sèptic.